# Vaalser Hügelland

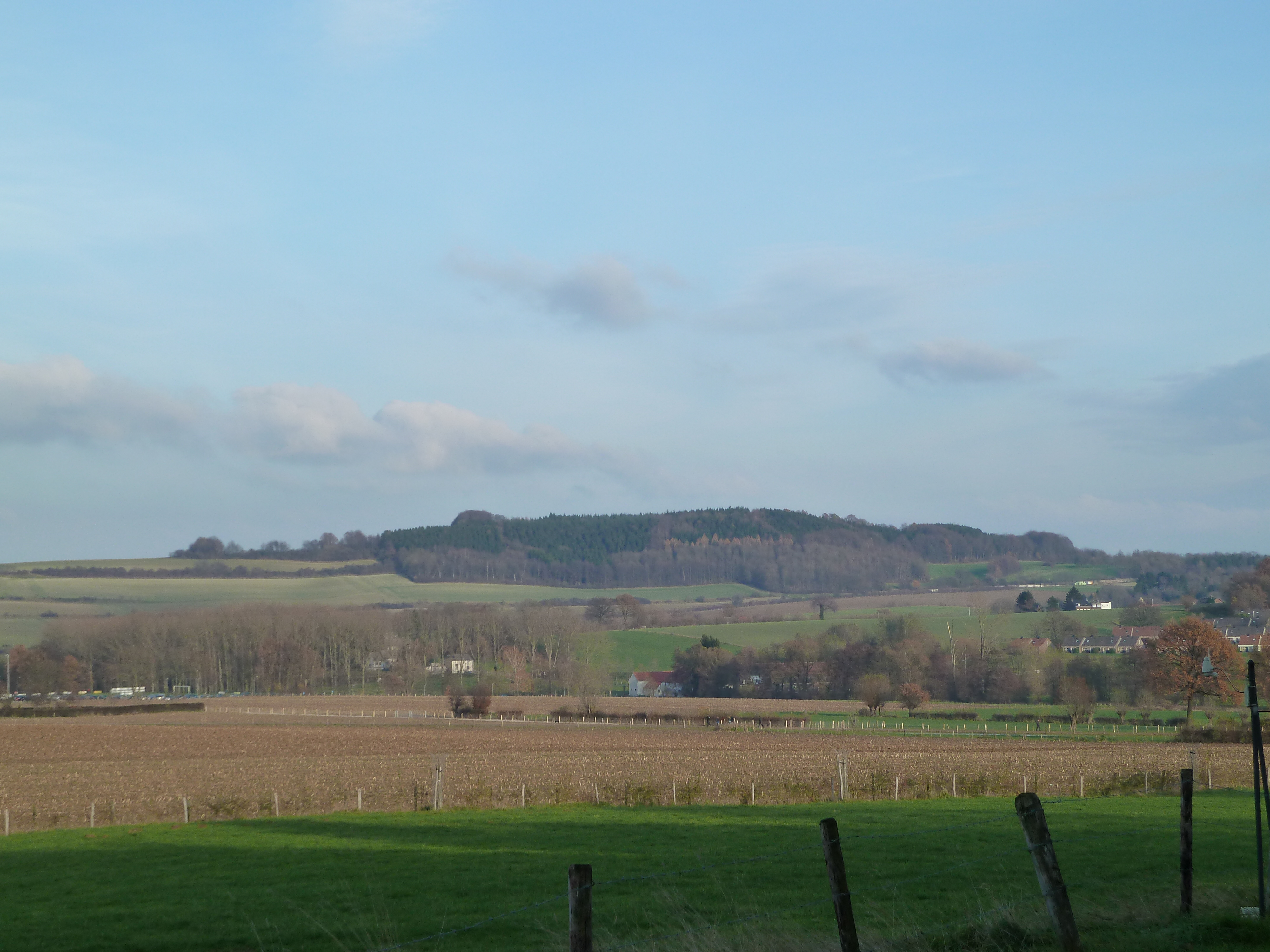
Uitzicht op de Schneeberg in het Vaalser Heuvelland

Het Vaalser Hügelland (Nederlands: Vaalser Heuvelland) is het verlengde deel van het Zuid-Limburgse Heuvelland op Duits grondgebied en ligt ten noordoosten van het Nederlandse dorp Vaals en het riviertje de Selzerbeek die hier de grens vormt tussen beide landen. 
Het Vaalser Heuvelland is een landschap in de Noord-Eifel en maakt in bredere zin deel uit van het Vennvorland. Het heuvelland ligt in het Akense stadsdeel Laurensberg, met onder andere de dorpen Lemiers, Seffent en Orsbach.
In het noordoosten gaat dit landschap over in de Jülich-Zülpicher Börde en aan de oost- en zuidkant in het Aachener Hügelland.
De Schneeberg is met 257 meter NAP de hoogste top van het Vaalser heuvelland.